# Månbröstad honungsfågel
Månbröstad honungsfågel (Phylidonyris pyrrhopterus) är en fågel i familjen honungsfåglar inom ordningen tättingar.

## Utseende
Månbröstad honungsfågel är en liten medlem av familjen med en stor gul fläck på vingen. Adulta hanen är mestadels grå med en tydlig svart halvmåneformad fläck på var sida om bröstet, därav namnet. Honan är mestadels brun och halvmåneteckningarna är mycket svagare, medan ungfågeln saknar dem helt.

## Utbredning och systematik
Månbröstad honungsfågel delas in i två underarter med följande utbredning:
- P. p. pyrrhopterus – Australien, från New South Wales till södra Victoria och sydöstra South Australia samt på Tasmanien
- P. p. halmaturinus – begränsad till Kangaroo Island och berget Lofty Ranges utanför Adelaide i South Australia

## Levnadssätt
Månbröstad honungsfågel hittas vanligen i fuktiga skogar, ofta på högre höjd. Under kallare delen av åren tenderar den flytta nedåt höjdledes.

## Status
Arten har ett stort utbredningsområde och beståndet anses vara stabilt. Internationella naturvårdsunionen IUCN listar den därför som livskraftig (LC).

## Bildgalleri

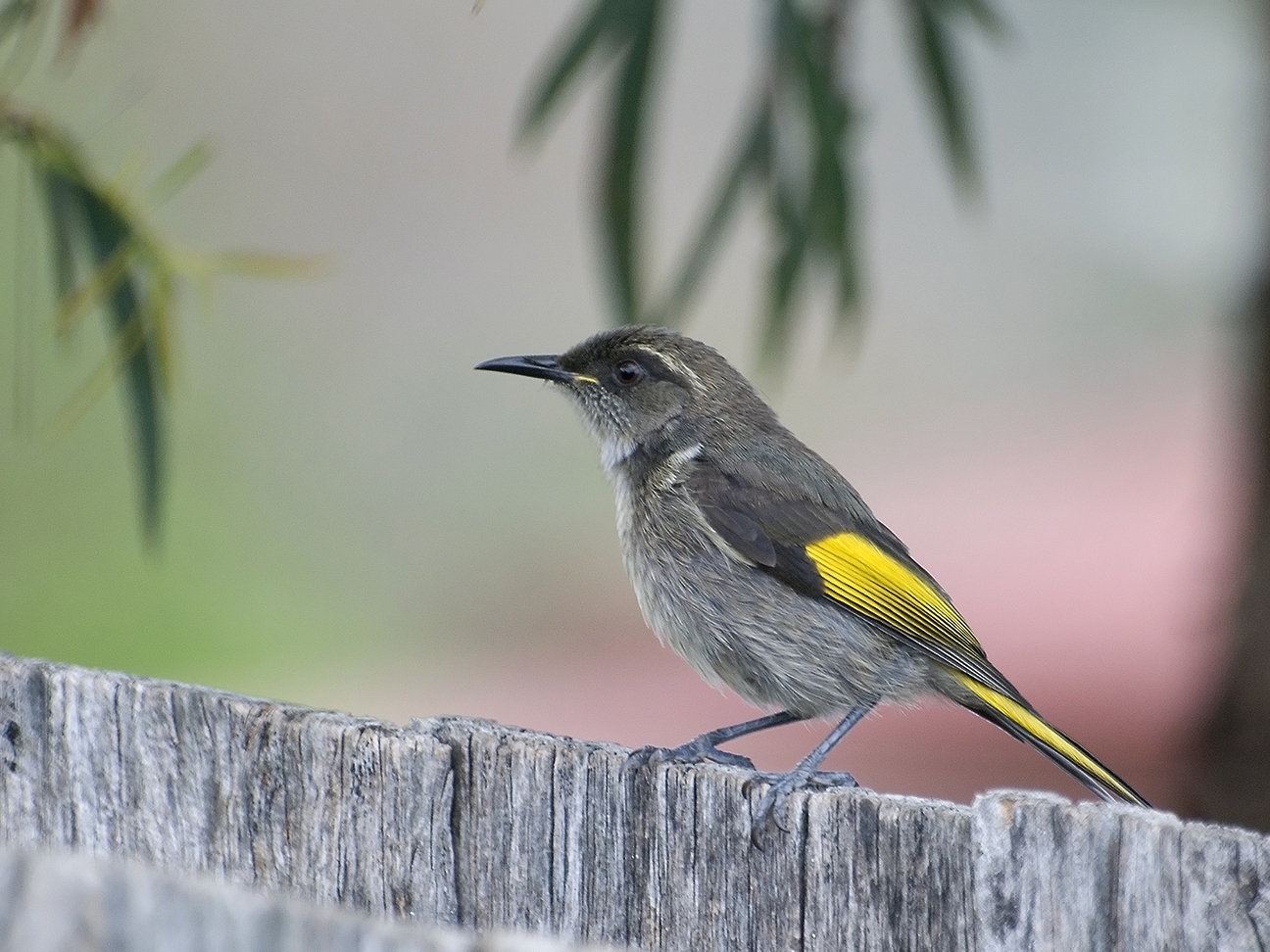
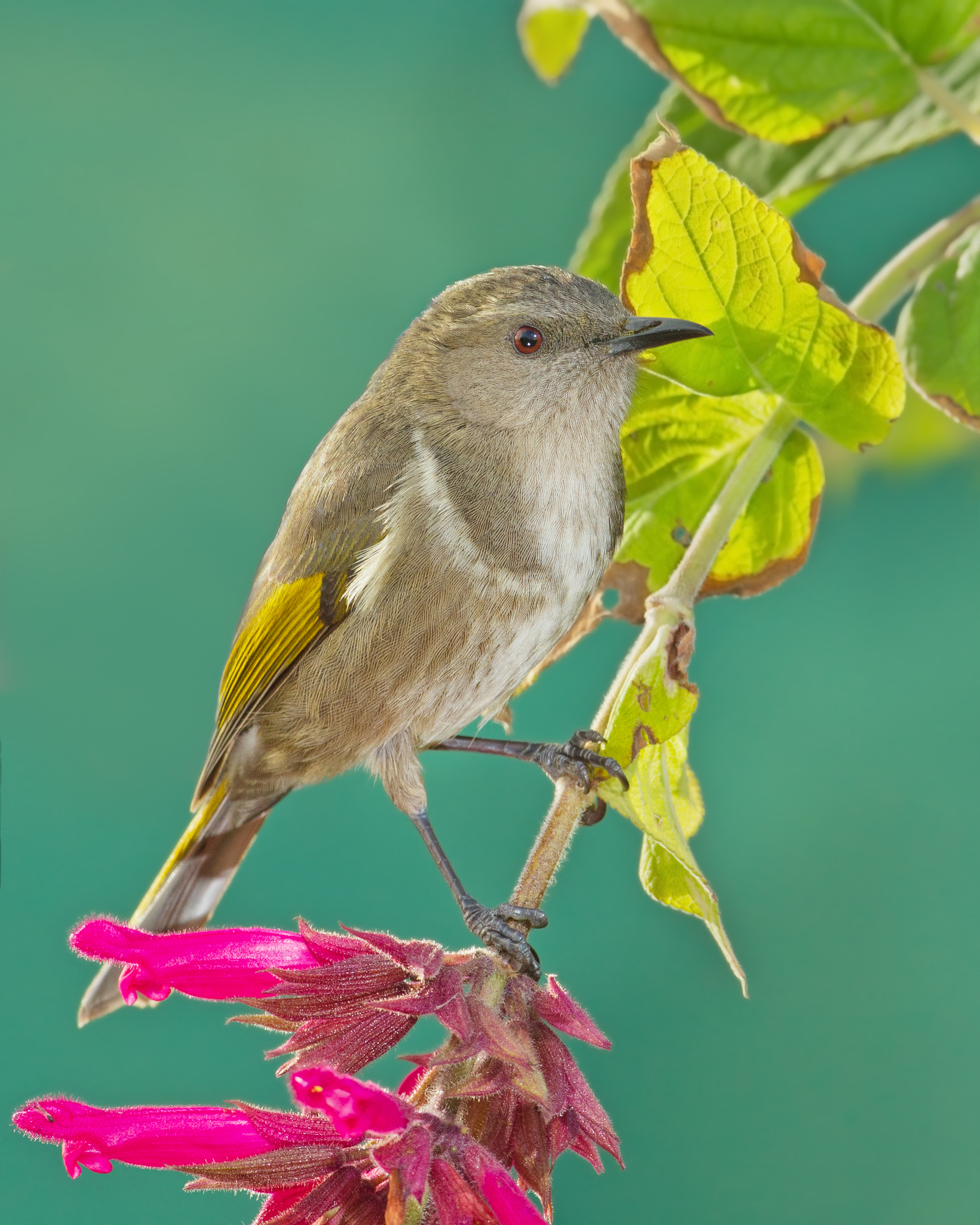
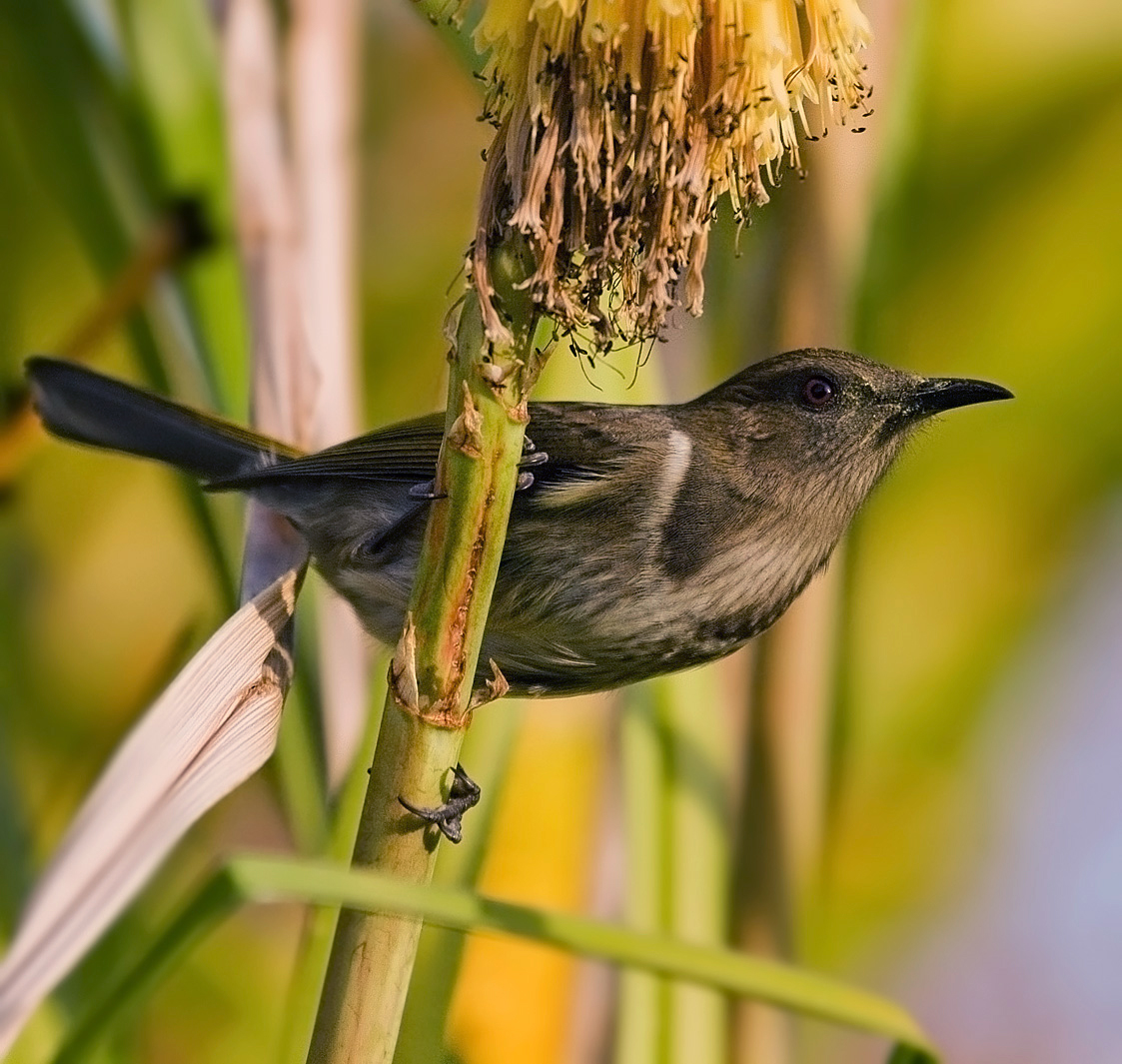